# Ron Kroon
Ronald „Ron“ Kroon (17. září 1942, Amsterdam – 12. července 2001, Huizen) byl holandský freestyle plavec a fotograf.

## Životopis
Jako sportovec získal dvě bronzové medaile na evropském šampionátu v roce 1991. Také soutěžil na letních olympijských hrách 1960 a 1964 s nejlepším dosažením 8. místa na 4×100 metrů polohový závod. Mezi lety 1960 a 1964 byl čtyřikrát národním šampionem a stanovil 12 národních rekordů na 100 metrů freestyle. Byl prvním holandským sportovcem, který zaplaval 100 metrů za méně než 55 sekund.
Po své plavecké kariéře se Kroon stal fotografem pro fotografickou tiskovou agenturu Anefo (1965–1968) a v sedmdesátých letech přispívajícím redaktorem pro AVRO Sportpanorama.
Úložiště Wikimedia Commons obsahuje téměř 9000 jeho reportážních a portrétních fotografií.

## Galerie

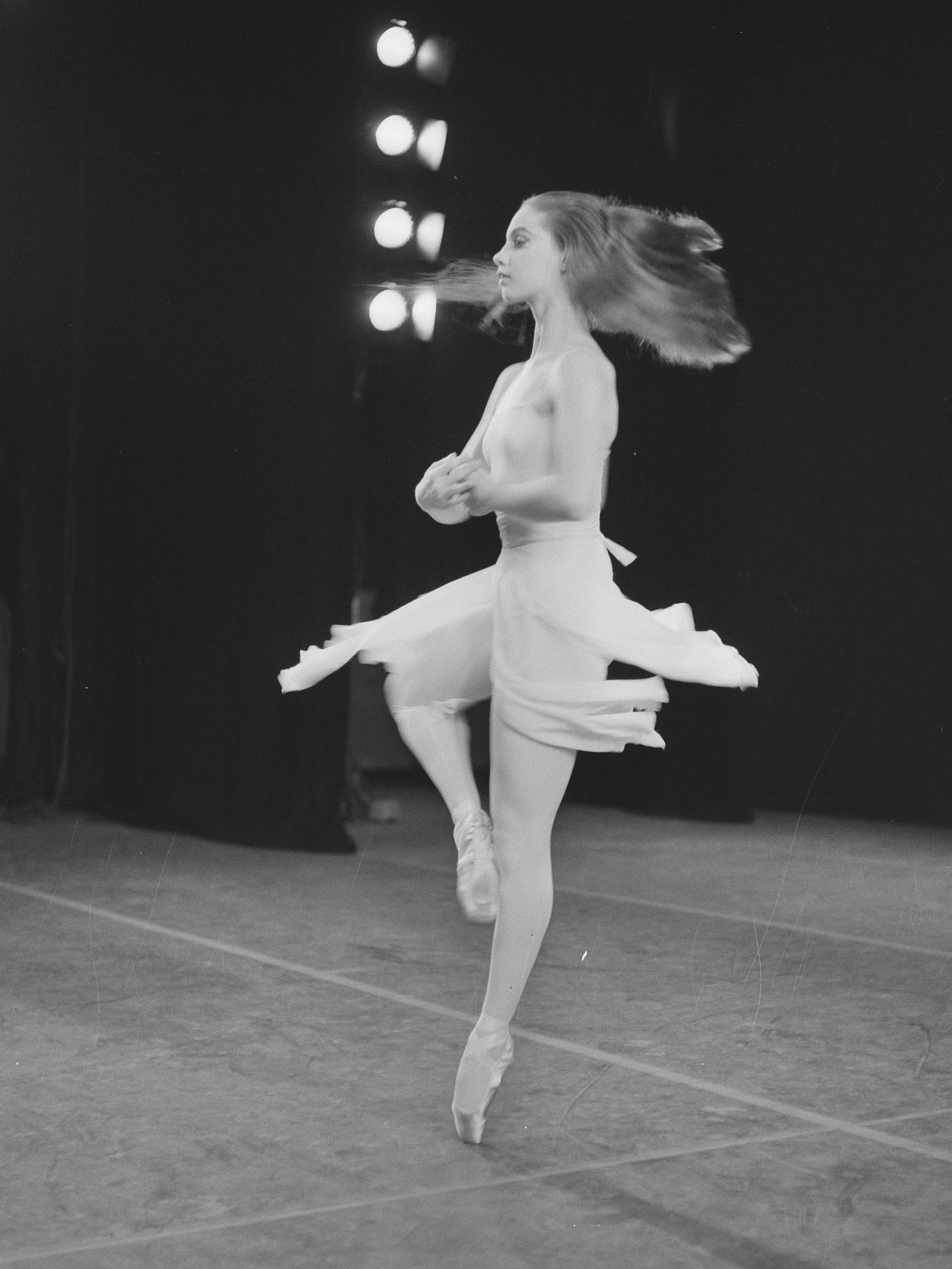
Suzanne Farrellová
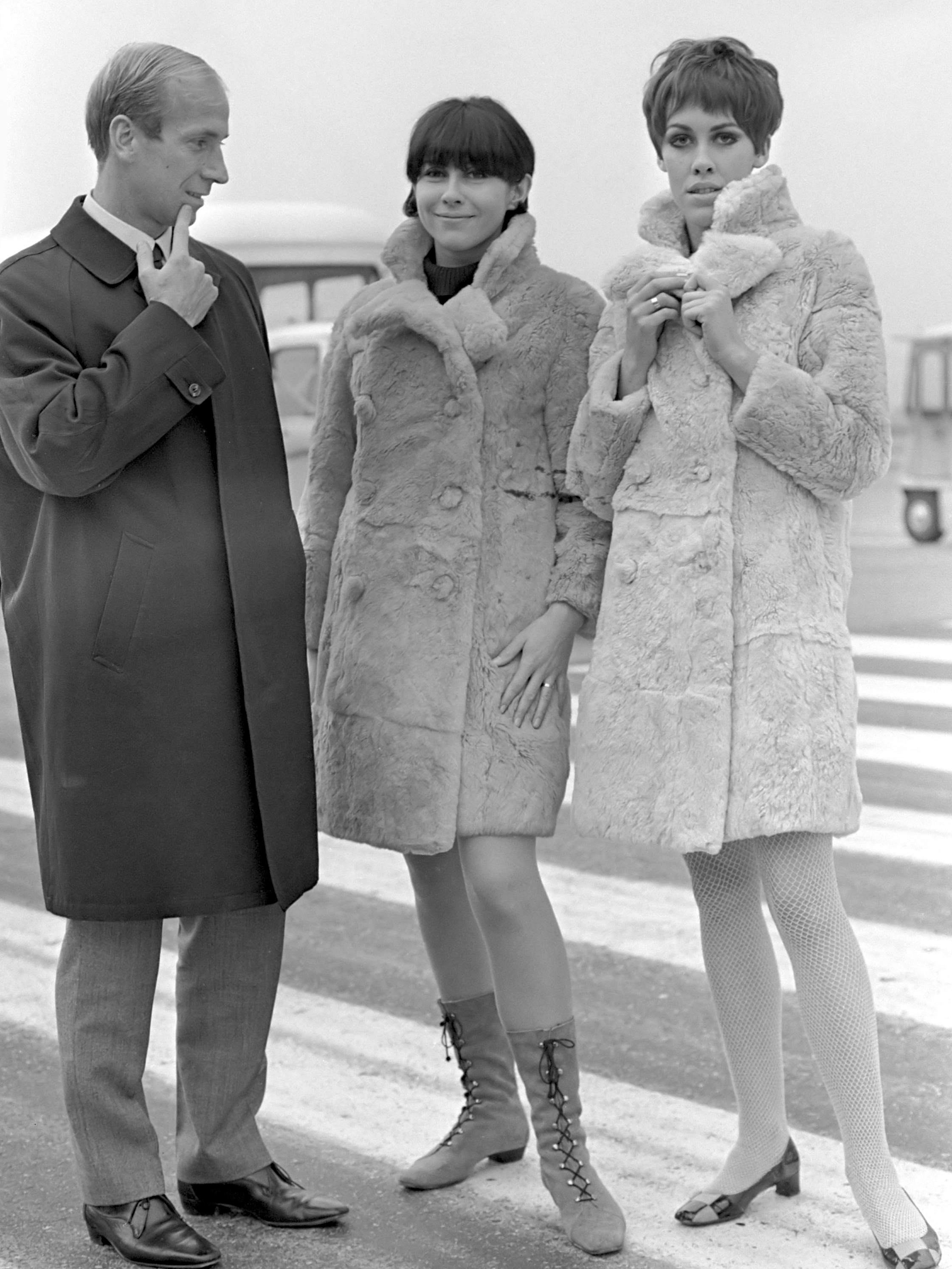
Bobby Charlton
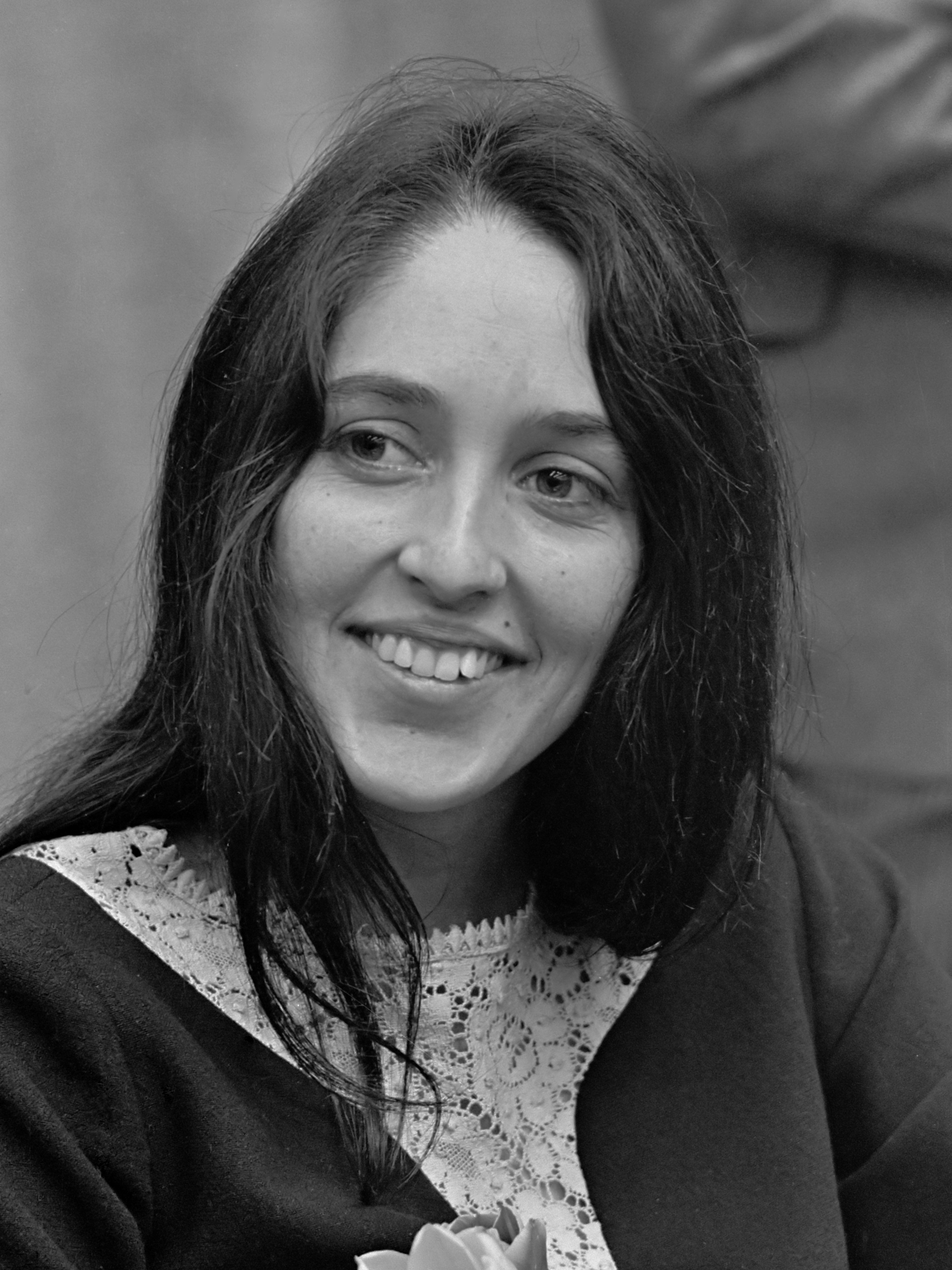
Joan Baez
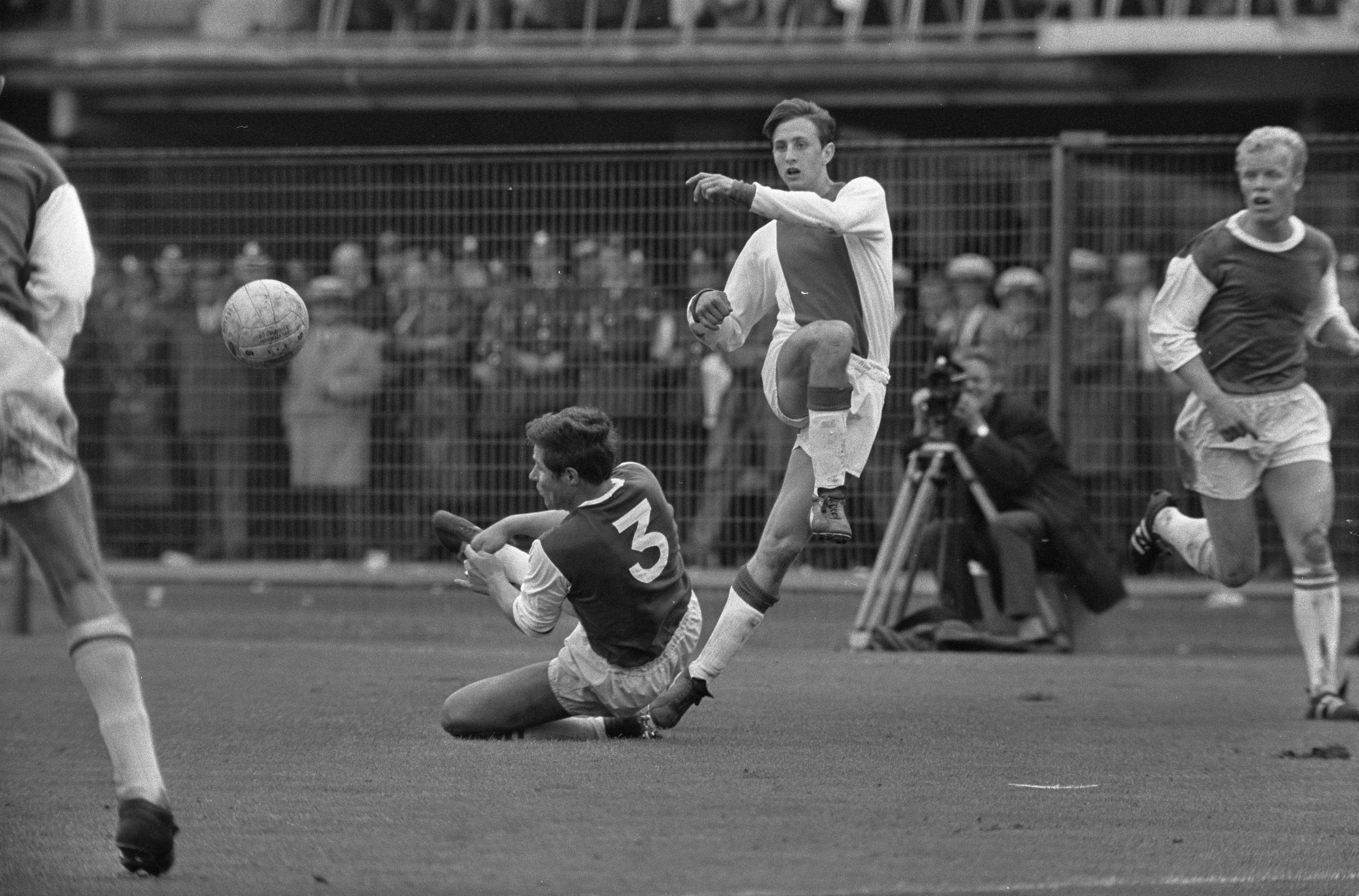
Johan Cruyff
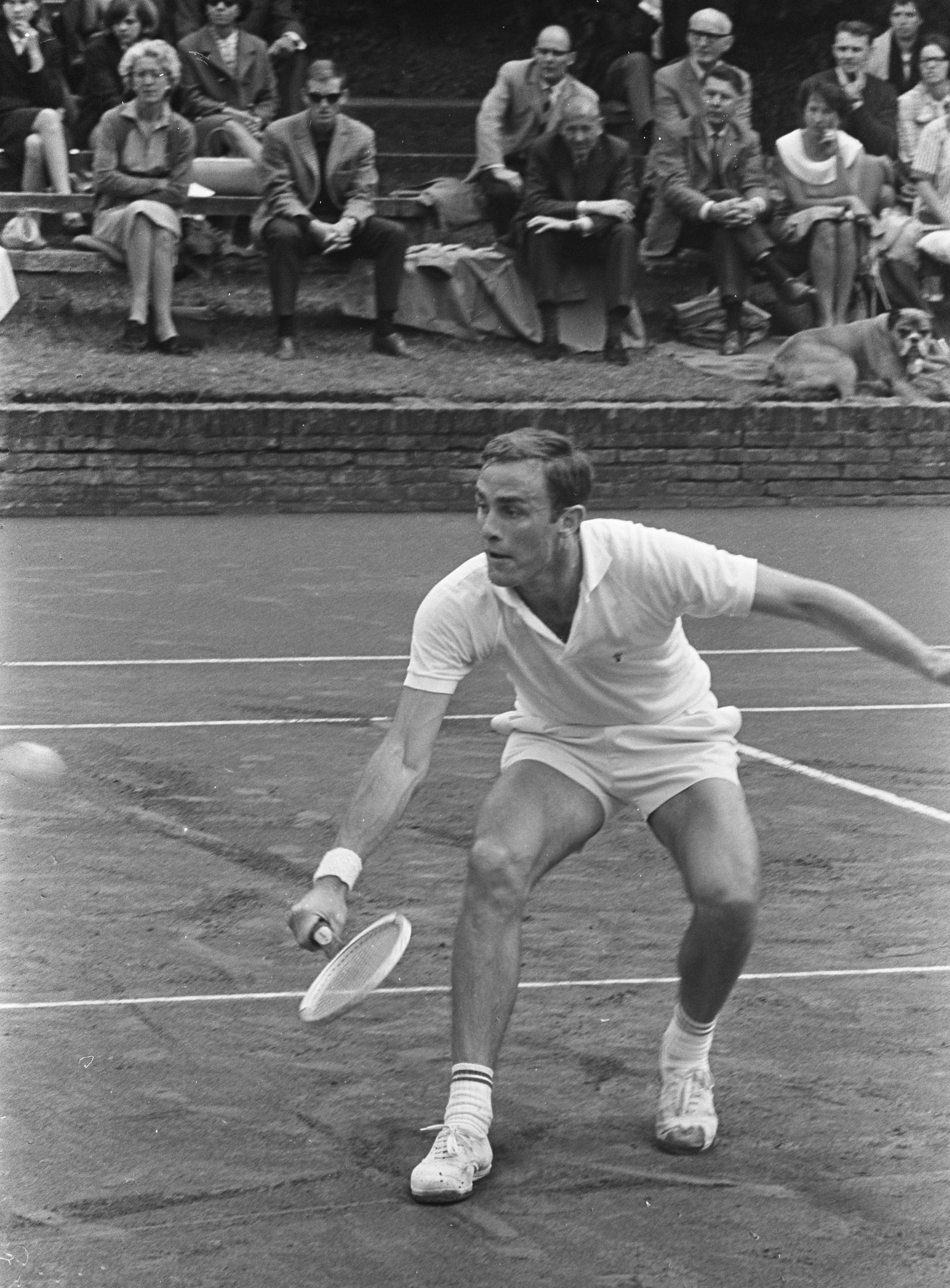
John Newcombe (1965)
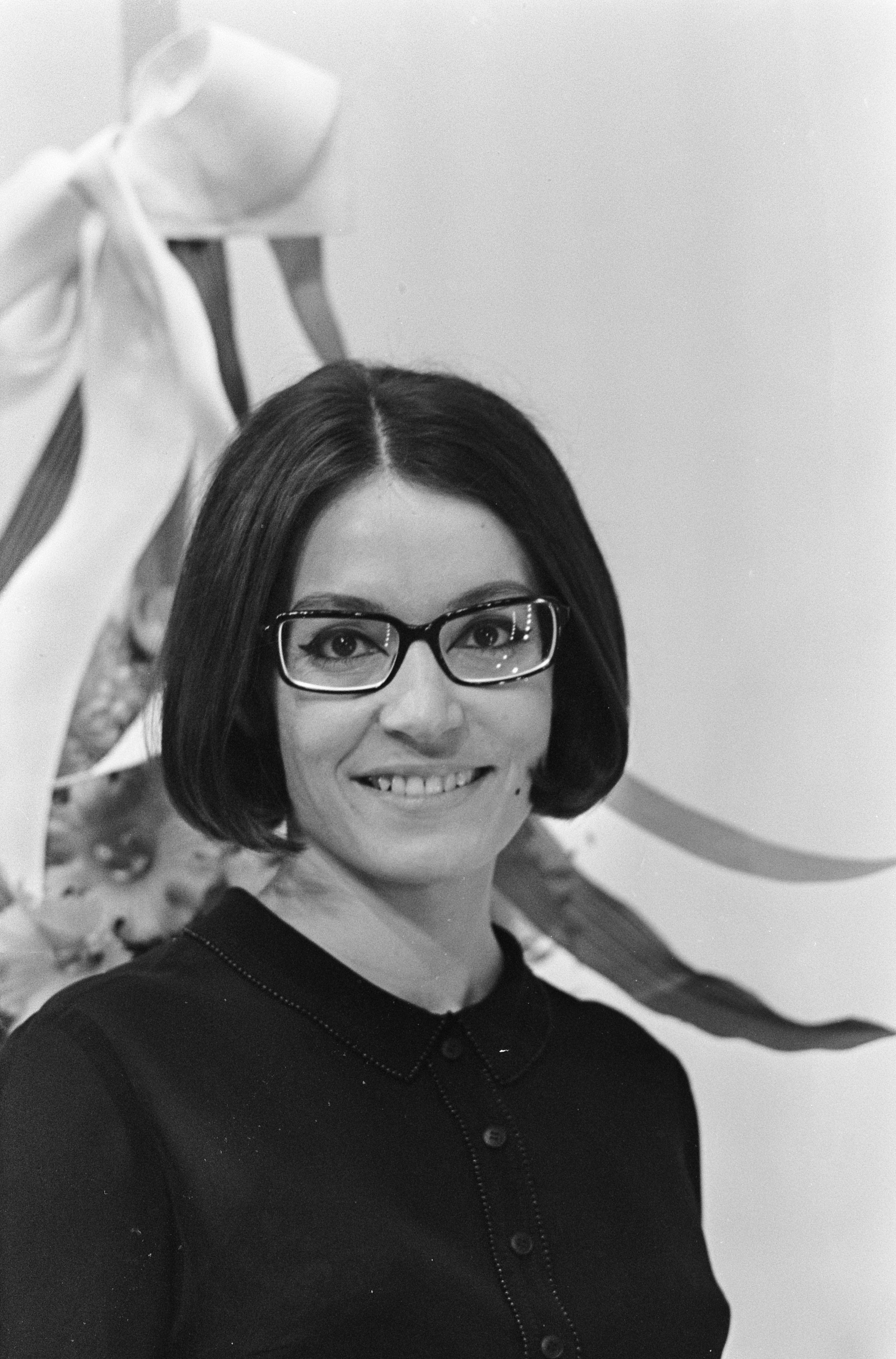
Nana Mouskouri (1966)
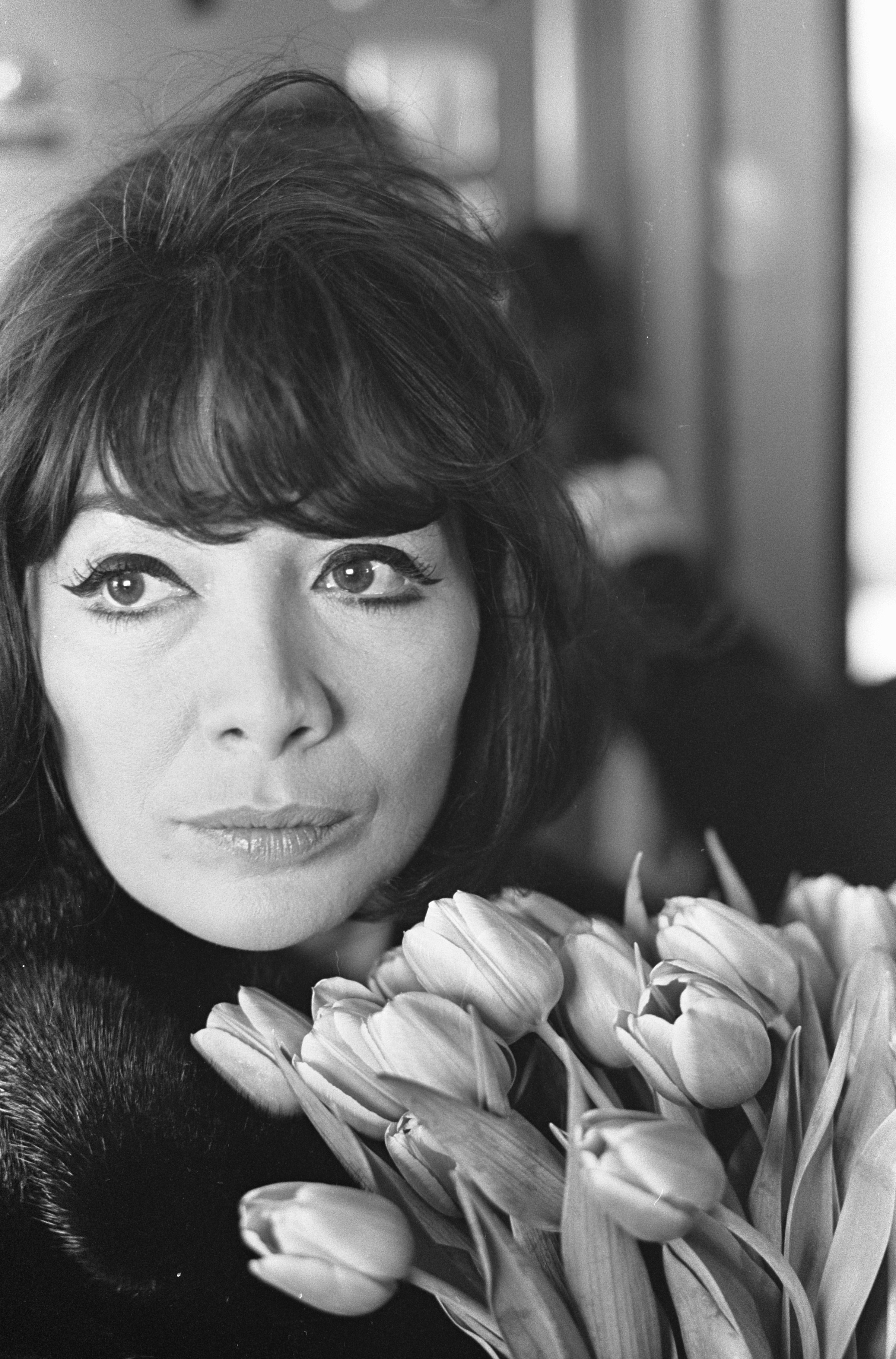
Juliette Gréco (1966)
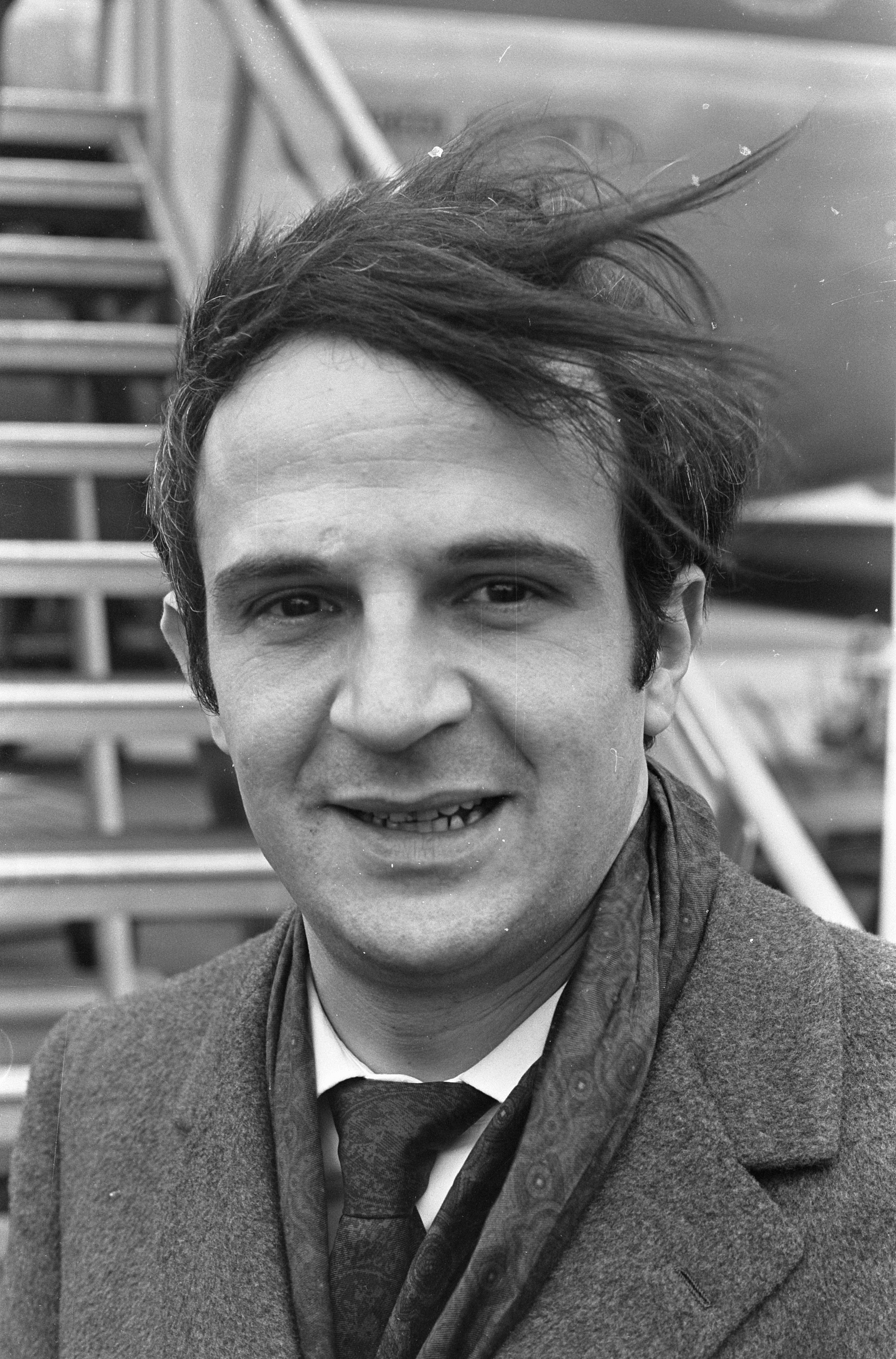
François Truffaut (1967)
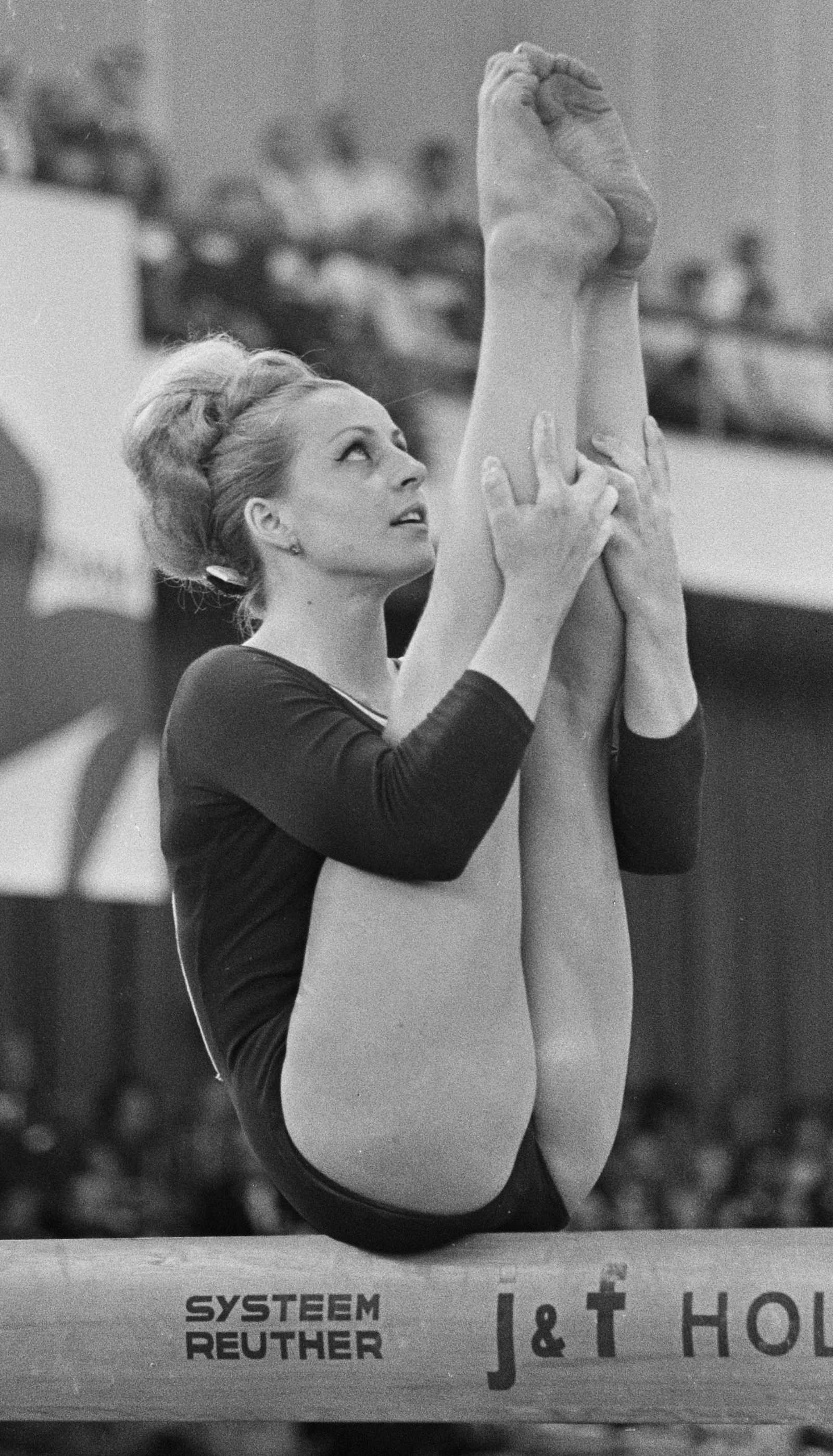
Věra Čáslavská (1967)
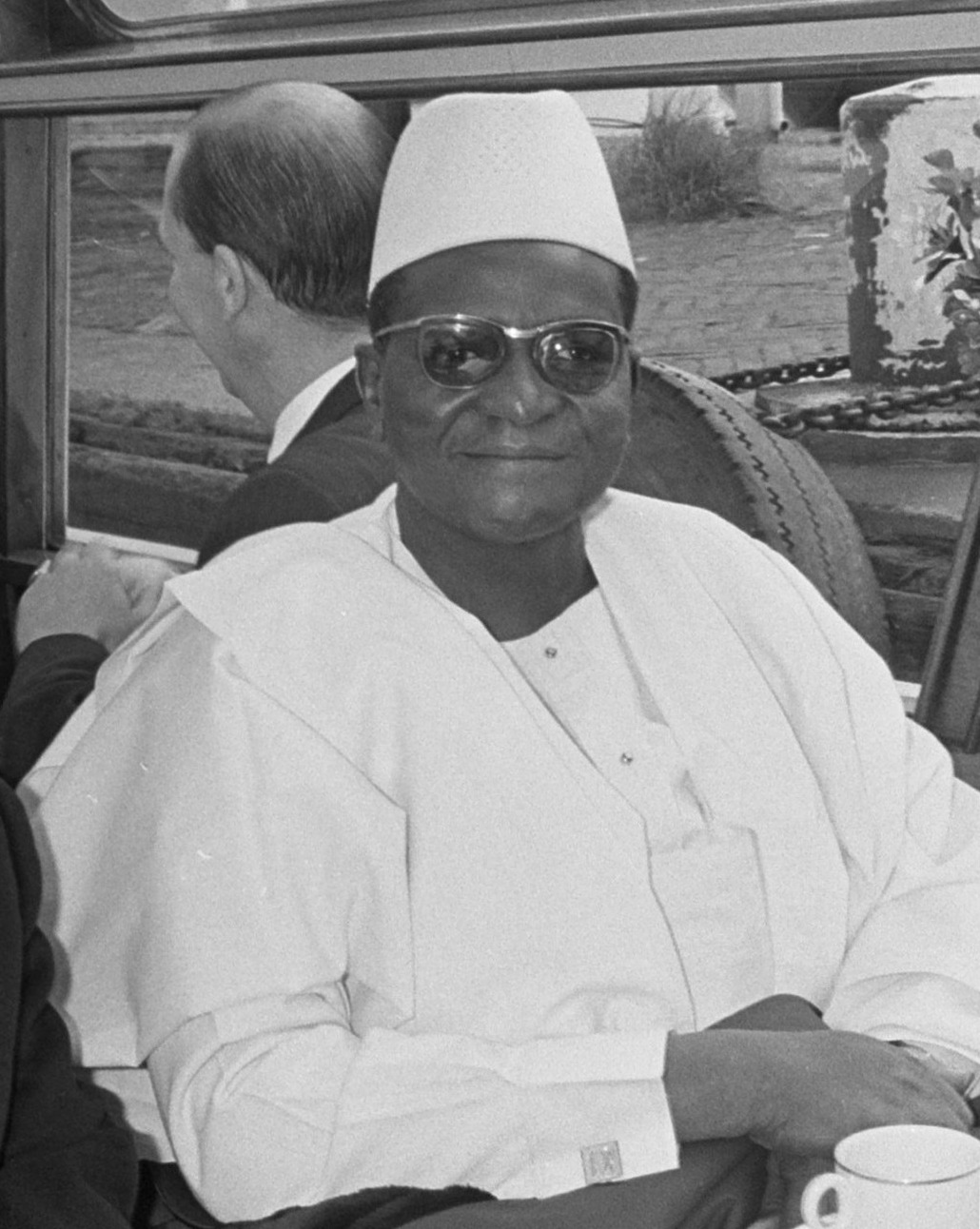
Hamani Diori (1968)